# معبد فايشنو ديفي
معبد فايشنو ديفي هو معبد هندوسي يقع في مدينة كاترا، جامو وكشمير، الهند.